# 金谷川 (徳島県)
金谷川（かなやがわ）は、徳島県徳島市を流れる勝浦川水系の河川。八多川の支流。

## 地理
二級河川・勝浦川の主要河川である八多川の支流であり、水源は中津峰山（徳島市多家良町金谷）にある。この金谷川流域は東山渓県立自然公園に指定されている。

## 流域の主な施設
- 徳島市宮井小学校
- 中津峰山
- 如意輪寺